# San Marcos Arica
Corporación Deportiva San Marcos de Arica jest nową nazwą chilijskiego klubu Club de Deportes Arica, znanego częściej jako Deportes Arica, mającego siedzibę w mieście Arica. Klub zwany jest często jako Arica. Głównym rywalem (clásico rival) jest Deportes Iquique.

## Osiągnięcia
- Mistrz drugiej ligi chilijskiej (Primera B): 1981
- Mistrz trzeciej ligi chilijskiej (Tercera división chilena): 2007
- Copa de Segunda División: 1981

## Historia
Klub założony został 14 lutego 1978 pod nazwą Club de Deportes Arica. W 1962 roku, jeszcze przed mistrzostwami świata oddano do użytku stadion Estadio Carlos Dittborn, na którym San Marcos rozgrywa swoje mecze domowe. W roku 2006 klub zmienił nazwę na obecną - Corporación Deportiva San Marcos de Arica. San Marcos gra obecnie w drugiej lidze chilijskiej (Primera B División).